# Erateina hyaloplaga
Erateina hyaloplaga là một loài bướm đêm trong họ Geometridae.